# Катастрофа повітряної кулі в Локгарті (2016)
30 липня 2016 загинуло 16 людей унаслідок загоряння та падіння повітряної кулі на невключеній території Максвелл поблизу міста Локгарт у американському штаті Техас, 50 кілометрів на південь від столиці штату Остіна. Це найбільша катастрофа повітряної кулі в Сполучених Штатах та друга за величиною у світі, після катастрофи в Луксорі в 2003. Також це найбільша авіаційна катастрофа в Америці з часу катастрофи DHS-8 під Буффало 2009 року.

## Повітряна куля
Повітряна куля була моделі Kubicek BB85Z . Її обслуговувала компанія Heart of Texas Balloon Ride company, що надає послуги людям у Великому Остіні.

## Розслідування
Федеральне управління цивільної авіації США розпочало розслідування аварії. Національна рада з безпеки на транспорті має на меті перебрати все розслідування на свою відповідальність. Федеральне бюро розслідувань (ФБР) перебувало на місці катастрофи, забезпечуючи доказову базу для розслідування ФУЦА. Із-під уламків було витягнено 14 електронних пристроїв (мобільних телефонів, iPad та камер). Їх було передано до ФБР для відновлення даних.
Техаський департамент цивільної безпеки повідомив, що за попередньої версією повітряна куля зачепила лінії електропередач і тому загорілась.